# Дюденева рать
Дюде́нева рать (также Дюденёва) — принятое в русской историографии название похода ордынского полководца Тудана (в русских летописях он именуется Дюдень), брата хана Токты, на Северо-Восточную Русь в 1293 году (лето-осень), в ходе которого было захвачено и разорено 14 русских городов.
Согласно летописи, в походе на стороне ордынцев приняли участие князь Андрей Александрович Городецкий и великий князь Смоленский, Ярославский Фёдор Ростиславич Ярославский, князья Константин Борисович Углицкий, Михаил Глебович Белозерский.
Против ордынцев выступили великий князь Владимирский, Новгородский и Переславский Дмитрий Александрович, Даниил Александрович Московский, Михаил Ярославович Тверской, Святослав Глебович Можайский, князь Псковский Довмонт и другие князья.

## Причины
По одной из версий, поход был вызван борьбой за великокняжеский престол между великим князем владимирским Дмитрием Александровичем и его братом князем городецким Андреем Александровичем, который и привлёк ордынцев на свою сторону. По другой версии, княжеские распри были лишь поводом для длительной военной экспедиции в русские земли, а основной целью было стремлением ордынского хана Тохты упрочить свою власть, снизить влияние Ногая.
Из новгородской летописи:
В лѣто 6801 [1293]. … Того же лѣта би чоломъ Андрѣи князь цесареви съ иными князи на Дмитриа князя с жалобами, и отпусти цесарь брата своего Дуденя съ множеством рати на Дмитриа. О, много бяше пакости крестияномъ безвинныя городы поимаша: Володимерь, Москву, Дмитровъ, Волокъ и иныи грады, положиша всю землю пусту; а Дмитрии во Пьсковъ вбѣжа. Новгородци же Сменомъ Климовичемъ дары послаша цесарю Дюденю на Волокъ: «воспяти рать с Волока»; а по Андрѣя послаша с поклономъ. Андрѣи князь рать въспяти, а самъ поиха в Новъгород и сѣде на столѣ, в недѣлю сыропустную.

## Хронология
Реконструкция движения Дюденевой рати:
- переход через Самарский перевоз;
- взятие Мурома;
- взятие Суздаля;
- взятие Владимира, Юрьева и Переяславля (центр древней Ростово-Суздальской земли, исторически её наиболее плодородная и богатая часть);
- устройство центральной базы войск в Переславле;
- взятие Углича частью сил;
- нападение на Ростов и Ярославль (под сомнением, прямого указания в летописях нет);
- взятие Москвы;
- взятие Коломны (вероятно, отдельным отрядом);
- взятие Можайска и Волока;
- получение даров от новгородцев в Волоке, отказ от похода на Тверь;
- возвращение в Переславль, откуда рать «поидоша въ свояси»

Нашествие вызвало большой приток беженцев в Тверь, город готовился к обороне, что, по мнению летописцев, заставило Дюденя и князя Андрея Александровича воздержаться от похода на Тверь.

## Последствия
Всего в летописях говорится о разгроме 14 городов, хотя поимённо перечислены лишь 11 (Муром, Коломна, Москва, Можайск, Дмитров, Владимир, Суздаль, Юрьев-Польский, Переславль-Залесский, Углич, Волок Ламский), их волостей и сельской округи. Столько же городов было разорено во Владимиро-Суздальском княжестве в феврале 1238 года во время Батыева нашествия. Летописи единодушно описывают последствия похода 1293 года как тяжёлые: «много зла бысть на Руси», «много пакости учиниша християнам» и «всю землю пусту сътвориша». Изгнан с великокняжеского стола великий князь Владимирский и Новгородский Дмитрий Александрович, который бежал во Псков. Новгородцы отказали в поддержке Дмитрию Александровичу, арестовав его казну, бояр и членов семьи в Ладоге. Историки называют нашествие самым значительным погромом Северо-Восточной Руси после Батыя.
Нашествие усилило отток населения из центральных княжеств и его переселение в районы Ярославского Поволжья, Москвы, Твери, реки Шексны и другие «окраинные» земли.
Сельские жители Владимирской губернии вспоминали последствия нашествия ещё в XIX веке.

## В культуре
Дюденева рать изображена в романе Дмитрия Балашова «Младший сын» из цикла «Государи Московские».